# Nella Rock
Nella Rock är en kulle i Antarktis. Den ligger i Östantarktis. Australien gör anspråk på området. Toppen på Nella Rock är 3 meter över havet.
Terrängen runt Nella Rock är mycket platt. Trakten är glest befolkad. Närmaste befolkade plats är Mawson Station, 11,3 km söder om Nella Rock. 